# Thielle NE
| NE ist das Kürzel für den Kanton Neuenburg in der Schweiz. Es wird verwendet, um Verwechslungen mit anderen Einträgen des Namens Thielle zu vermeiden. |

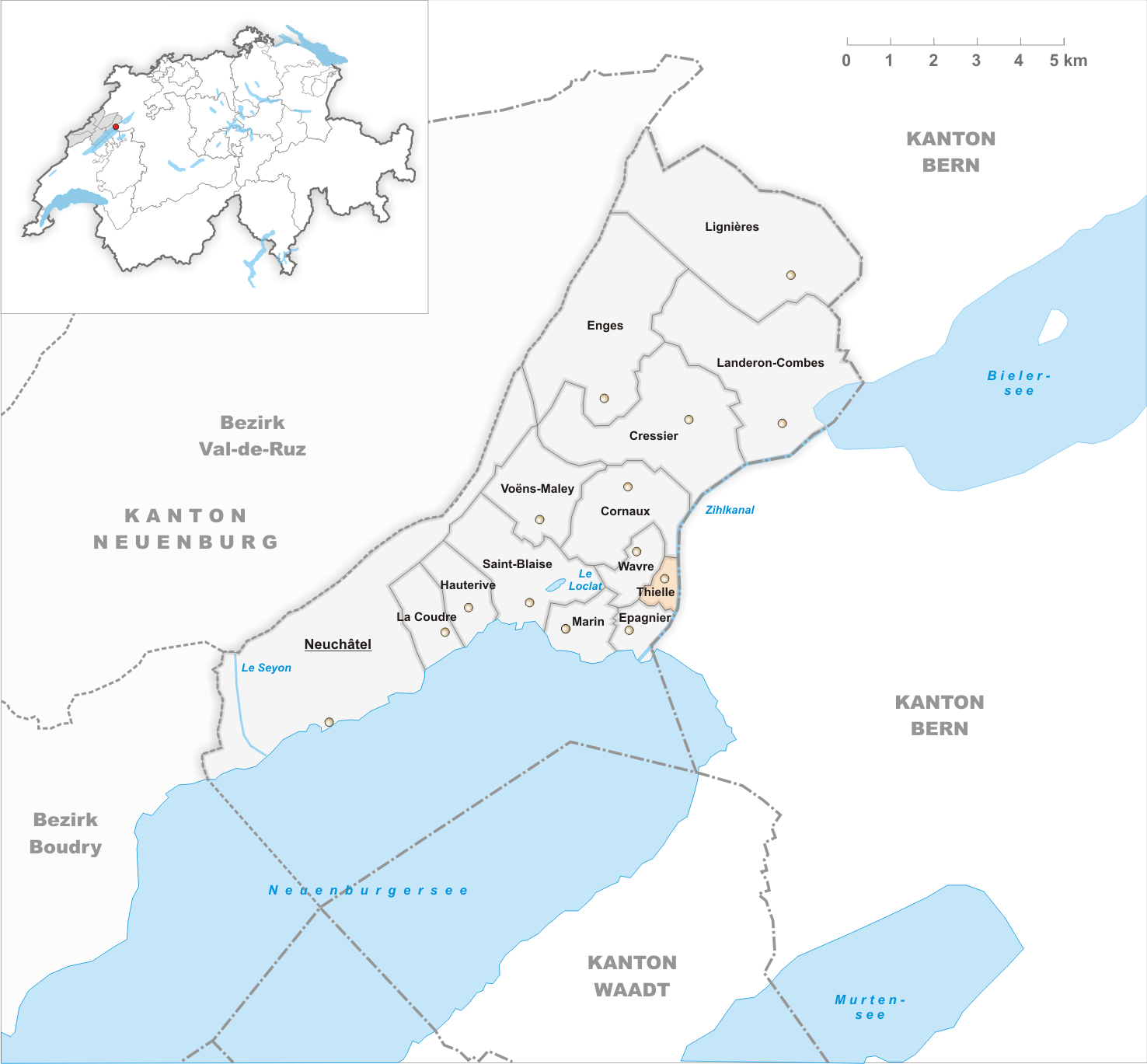
Gemeindestand vor der Fusion am 1. Januar 1888

Thielle ist ein Ort in der politischen Gemeinde Laténa im Bezirk Neuenburg im Kanton Neuenburg in der Schweiz.
1888 fusionierte die damals selbständige Gemeinde Thielle mit der ehemaligen Gemeinde Wavre zur Gemeinde Thielle-Wavre, welche per 1. Januar 2009 mit der Gemeinde Marin-Epagnier zur Gemeinde La Tène fusionierte, diese wiederum 2025 mit Enges, Hauterive und Saint-Blaise zur Gemeinde Laténa.
Der deutsche Name Häusern wird heute nicht mehr verwendet.